# Neufahrn in Niederbayern
Neufahrn là một đô thị thuộc huyện Landshut trong bang Bayern nước Đức. Đô thị Neufahrn in Niederbayern có diện tích 38,76 km², dân số thời điểm ngày 31 tháng 12 năm 2006 là 3869 người.